# Satanoperca daemon
Satanoperca daemon és una espècie de peix de la família dels cíclids i de l'ordre dels perciformes.

## Morfologia
Els mascles poden assolir els 17 cm de longitud total.

## Distribució geogràfica
Es troba a Sud-amèrica: conques del riu Amazones al Brasil i Veneçuela, i de l'Orinoco a Colòmbia i Veneçuela.